# متعب النجدي
متعب النجدي مولود في الأحساء، السعودية، هو لاعب كرة قدم سعودي يلعب كمهاجم لنادي الطرف.

## مسيرة اللاعب
لعب في نادي هجر ونادي النجوم ونادي الدرع ونادي الطرف.